# Aphanostoma elegans
Aphanostoma elegans är en plattmaskart som beskrevs av Jensen 1878. Aphanostoma elegans ingår i släktet Aphanostoma och familjen Isodiametridae. Inga underarter finns listade i Catalogue of Life.